# Noel Hill
Noel Hill är en kulle i Antarktis. Den ligger i Sydshetlandsöarna. Argentina, Chile och Storbritannien gör anspråk på området. Toppen på Noel Hill är 255 meter över havet.
Terrängen runt Noel Hill är kuperad åt nordost, men åt sydväst är den platt. Havet är nära Noel Hill åt sydväst. Trakten är glest befolkad. Närmaste befolkade plats är Macchu Picchu Station, 19,7 km nordost om Noel Hill. 